# Александровка (Корсаковское сельское поселение)
Александровка — деревня в Корсаковском сельском поселении Корсаковского района Орловской области России.

## География
Деревня расположено в 91 км на северо-восток от Орла, на слиянии рек Зуша и Грязная

## Население
| 1857 | 1859 | 1915 | 2010 |
| ---- | ---- | ---- | ---- |
| 286  | ↘266 | ↗384 | ↘6   |